# Quercus jenseniana
Quercus jenseniana — вид рослин з родини букових (Fagaceae), зростає у центральній і південно-східному Китаї.

## Опис
Це дерево 10–20(35) метрів заввишки. Гілочки товсті, безволосі, з численними блідо-коричневими сочевичками. Листки залишаються 2 роки, субшкірясті, еліптичні, довгасто-еліптичні або зворотно-яйцювато-довгасті, 12–25 × 6–12 см; основа клиноподібна, іноді майже округла; верхівка загострена до хвостатої; край цілий, іноді хвилястий; обидві сторони голі; ніжка без волосся, 3–5 мм. Період цвітіння: квітень і червень. Жолуді світло-коричневі, завдовжки 17–20 мм, у діаметрі 13–15 мм; чашечка з 6–9 концентричними кільцями, вкриває 1/2 або 1/3 горіха; дозрівають другого року.

## Середовище проживання
Зростає у центральній і південно-східному Китаї. Росте в змішаних мезофітних лісах на гірських схилах, долинах і вздовж річок; на висотах від 300 до 1700 метрів.

## Загрози
Вирубка великих масивів лісів та надмірне заготівля дров, які поширені в цьому регіоні, є основною загрозою для виду.